# Vojenno-polevoj roman
Vojenno-polevoj roman (russisk: Военно-полевой роман) er en sovjetisk spillefilm fra 1983 af Pjotr Todorovskij.

## Medvirkende
- Nikolaj Burljajev som Netuzjilin
- Natalja Andrejtjenko som Ljuba
- Inna Tjurikova som Vera
- Jekaterina Judina som Katka
- Zinovij Gerdt